# Caméra Aaton
La caméra Aaton (ou Aäton) est une caméra de cinéma professionnelle, dite « autosilencieuse », imaginée puis mise au point par Jean-Pierre Beauviala au début des années 1970 et commercialisée par la société française Aäton (devenue plus tard Aaton, puis Aaton Digital), elle est développée au format 16 mm, et plus particulièrement au format Super 16, et au format 35 mm, notamment dans sa version Pénélope.

## Histoire
L’histoire de l’Aaton est inséparable de celle de son créateur, Jean-Pierre Beauviala, auquel on ne peut que rendre hommage. Ce personnage un peu extravagant, rêveur mais efficace, « achète une caméra et conçoit seul dans son grenier le moteur quartz qui permet le synchronisme de l'image et du son. Quand il expose son invention au directeur de la société Éclair, Charles Matot, celui-ci lui fait immédiatement déposer un brevet et l'engage comme ingénieur conseil à la tête du bureau d'études d'Éclair. À la suite du rachat d'Éclair par les Anglais, il quitte la société et fonde Aaton en 1971. La première caméra LTR 16 mm Aaton sort en 1973 et devient le symbole de liberté des documentaristes du monde entier. La Paluche, première caméra vidéo de main, a inspiré nombre de vidéastes. Architecte dans l'âme, écologiste avant l'heure, il enrageait que l'hydrogène ne soit pas la source d'énergie de la voiture d'aujourd'hui et pleurait la disparition des abeilles. Ces derniers mois, il travaillait à une caméra ultra-légère, la Libellule. »
Jean-Pierre Beauviala avait été déçu par l’Éclair 16, sortie au début des années 1960, que l’opérateur devait porter à la force des bras pour toute prise de vues dite « à l’épaule », provoquant ainsi une instabilité du cadre et il expliquait partout que ce qu’il recherchait dans une caméra était qu’elle soit aussi légère et aussi stable qu’un « chat sur l’épaule ». Cette idée originale l’a guidé pour construire une caméra qui présente en son centre de gravité un creux qui permet de la loger en équilibre sur l’épaule du cadreur, assurant ainsi des prises de vues indemnes de tout tremblement ou secousse sans qu’il soit nécessaire d’utiliser un trépied. C’est ainsi qu’est née la LTR, qui peut être en équilibre sur une épaule sans même qu’on ait à la tenir. Tous les autres modèles seront construits selon ce principe.

## Description de l’Aäton LTR 16
Elle ressemble à un accent circonflexe, le mécanisme étant l’une des branches, l’autre étant le magasin coaxial de la pellicule (le film vierge et le film impressionné sont installés côte à côte). 

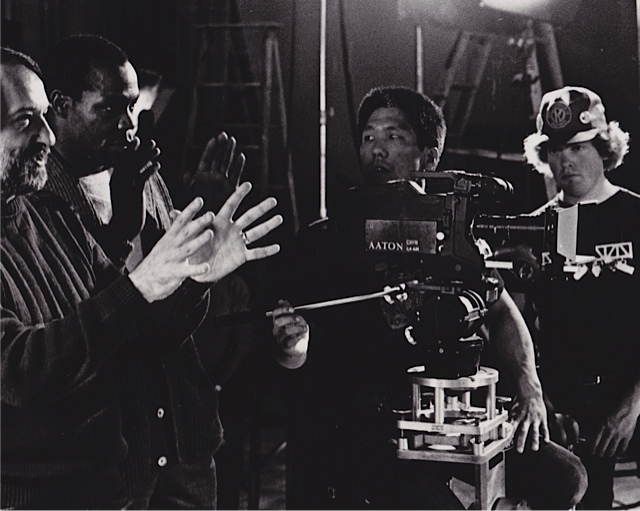
Robert N. Zagone réalise The Stand-In, avec Danny Glover (1985).

Le moteur est inclus dans la partie mécanisme, au contraire de l’Éclair 16, dont le moteur, placé au centre, est le principal obstacle à une bonne prise à l’épaule. Détail remarquable : la poignée qui porte le déclencheur de fonctionnement est en bois, plus précisément en olivier qui maintient une température de contact égale à celle du corps du cadreur. La vitesse est, soit variable de 6 à 32 images par seconde, soit stabilisée par quartz à 24 ou 25 images par seconde. Les objectifs possibles sont nombreux, soit directement installés avec le classique système de baïonnette, soit avec une bague d’adaptation.
Le passage du 16 mm au Super 16 se faisait en quelque trente minutes. Le Super 16 était notamment utilisé pour une raison d’économie mais, de meilleure qualité que le 16 mm (substandard) (sa surface utile d’image est 47% plus grande), il permettait de transférer le film, une fois monté, sur un support au format 35 mm (gonflage), ouvrant ainsi au film la possibilité d’une sortie en salles. D’autres modèles suivront : XTR, Xterà, A-Minima (modèle compact), toujours selon le principe du « chat sur l’épaule ».

## LesAaton 35 mm
Dans un souci d’économie sur le budget pellicule d’un film, les modèles 35 mm de l’Aaton utilisent ce format aux pas de 2 ou 3 perforations par photogramme (le pas standard du 35 mm est de 4 perforations). Les Aaton fonctionnent avec une griffe d’entraînement sans contre-griffe de stabilisation, et tournent aux cadences de 3 à 40 images par seconde, ou aux cadences fixes de 24 ou 25 images par seconde. L’obturateur est réglable de 144 à 180°. Le modèle le plus ancien (1977) et le modèle 8-35, conçu spécialement pour Jean-Luc Godard, se chargent avec des galettes de 60 mètres, l’ultime caméra argentique Pénélope (2008) reçoit des magasins de 120 mètres et tourne aux vitesses de 1 à 50 images par seconde. La Pénélope offre la même portabilité que les modèles 16 mm, contrairement aux précédentes qui ne sont pas « chat sur l’épaule » et pour cette raison, elle a rencontré les faveurs enthousiastes des réalisateurs ou cadreurs qui refusaient d’adopter les caméras numériques. L’American Society of Cinematographers a d’ailleurs décerné à Jean-Pierre Beauviala le 7 novembre 2018 une récompense honorifique pour ses « contributions remarquables dans le domaine de l’image cinématographique. »